# Czarnowęsy
Czarnowęsy [t͡ʂarnɔˈvɛ̃sɨ] (tiếng Đức: Zarnefanz)  là một ngôi làng thuộc khu hành chính của Gmina Białogard, thuộc quận Białogard, West Pomeranian Voivodeship, ở phía tây bắc Ba Lan. Nó nằm khoảng 8 kilômét (5 mi) phía nam Białogard và 111 km (69 mi) về phía đông bắc của thủ đô khu vực Szczecin.